# Данковиці (Сілезьке воєводство)
Данковиці (пол. Dankowice) — село в Польщі, у гміні Вілямовиці Бельського повіту Сілезького воєводства.
Населення — 2737 осіб (2011).
У 1975—1998 роках село належало до Бельського воєводства.

## Демографія
Демографічна структура станом на 31 березня 2011 року:
|          | Загалом | Допрацездатний вік | Працездатний вік | Постпрацездатний вік |
| -------- | ------- | ------------------ | ---------------- | -------------------- |
| Чоловіки | 1329    | 258                | 904              | 167                  |
| Жінки    | 1408    | 262                | 842              | 304                  |
| Разом    | 2737    | 520                | 1746             | 471                  |